# 汉森 (肯塔基州)
汉森（英語：Hanson），是美国肯塔基州的一座城市。面积约为6.7平方公里（2.6平方英里）。根据2010年美国人口普查，该市的人口为742人。